# Seznam slovenskih alpskih smučarjev z medaljami skupnega seštevka svetovnega pokala
Seznam slovenskih alpskih smučarjev z medaljami skupnega seštevka svetovnega pokala. Slovenski alpski smučarji so dosegli šest medalj za skupni seštevek vseh disciplin, veliki kristalni globus je kot prva slovenska alpska smučarka osvojila Tina Maze v sezoni 2012/13, ob tem pa dve drugi in tretje mesto, tretje mesto pa je kot prvi slovenski alpski smučar z medaljo skupnega seštevka svetovnega pokala osvojil Jure Košir v sezoni 1994/95. V skupnem seštevku posamičnih disciplin so osvojili osem malih kristalnih globusov ter trinajst srebrnih in sedemnajst bronastih medalj. Mali kristalni globus so osvojili Rok Petrovič v sezoni 1985/86, Bojan Križaj v sezoni 1986/87 in Špela Pretnar v sezoni 1999/00 v slalomu, Mateja Svet v sezoni 1987/88 v veleslalomu, Tina Maze v superveleslalomu in veleslalomu v sezoni 2012/13 ter Ilka Štuhec v sezoni 2016/17 v kombinaciji in smuku. Prvo medaljo posamičnega seštevka v hitrih disciplinah je osvojila Mojca Suhadolc s tretjim mestom v sezoni 1999/00 v superveleslalomu. Najuspešnejši po številu medalj skupnega seštevka posamičnih disciplin so Tina Maze z enajstimi, Bojan Križaj in Jure Košir s petimi ter Mateja Svet in Ilka Štuhec s štirimi.

## Skupni seštevek vseh disciplin

### Veliki kristalni globus
| Sezona  | Smučar/ka |
| ------- | --------- |
| 2012/13 | Tina Maze |

### Srebrna medalja skupnega seštevka
| Sezona  | Smučar/ka   |
| ------- | ----------- |
| 2011/12 | Tina Maze   |
| 2014/15 | Tina Maze   |
| 2016/17 | Ilka Štuhec |

### Bronasta medalja skupnega seštevka
| Sezona  | Smučar/ka  |
| ------- | ---------- |
| 1994/95 | Jure Košir |
| 2010/11 | Tina Maze  |

## Skupni seštevek posamičnih disciplin

### Mali kristalni globus
| Sezona  | Disciplina      | Smučar/ka     |
| ------- | --------------- | ------------- |
| 1985/86 | slalom          | Rok Petrovič  |
| 1986/87 | slalom          | Bojan Križaj  |
| 1987/88 | veleslalom      | Mateja Svet   |
| 1999/00 | slalom          | Špela Pretnar |
| 2012/13 | veleslalom      | Tina Maze     |
| 2012/13 | superveleslalom | Tina Maze     |
| 2016/17 | kombinacija     | Ilka Štuhec   |
| 2016/17 | smuk            | Ilka Štuhec   |

### Srebrna medalja posamičnega seštevka
| Sezona  | Disciplina      | Smučar/ka    |
| ------- | --------------- | ------------ |
| 1979/80 | slalom          | Bojan Križaj |
| 1985/86 | slalom          | Bojan Križaj |
| 1988/90 | veleslalom      | Mateja Svet  |
| 1989/90 | veleslalom      | Mateja Svet  |
| 1994/95 | veleslalom      | Jure Košir   |
| 1995/96 | slalom          | Urška Hrovat |
| 1998/99 | slalom          | Jure Košir   |
| 2010/11 | kombinacija     | Tina Maze    |
| 2011/12 | kombinacija     | Tina Maze    |
| 2012/13 | smuk            | Tina Maze    |
| 2012/13 | slalom          | Tina Maze    |
| 2016/17 | superveleslalom | Ilka Štuhec  |
| 2022/23 | smuk            | Ilka Štuhec  |

### Bronasta medalja posamičnega seštevka
| Sezona  | Disciplina      | Smučar/ka       |
| ------- | --------------- | --------------- |
| 1978/79 | veleslalom      | Bojan Križaj    |
| 1980/81 | slalom          | Bojan Križaj    |
| 1985/86 | veleslalom      | Mateja Svet     |
| 1993/94 | slalom          | Urška Hrovat    |
| 1993/94 | slalom          | Jure Košir      |
| 1994/95 | veleslalom      | Špela Pretnar   |
| 1994/95 | slalom          | Jure Košir      |
| 1999/00 | superveleslalom | Mojca Suhadolc  |
| 1999/00 | slalom          | Matjaž Vrhovnik |
| 2008/09 | veleslalom      | Tina Maze       |
| 2009/10 | veleslalom      | Tina Maze       |
| 2011/12 | slalom          | Tina Maze       |
| 2013/14 | smuk            | Tina Maze       |
| 2014/15 | smuk            | Tina Maze       |
| 2014/15 | superveleslalom | Tina Maze       |
| 2014/15 | slalom          | Tina Maze       |
| 2022/23 | veleslalom      | Žan Kranjec     |